# Batalla de Dorilèon (1147)
La batalla de Dorilèon de l'any 1147, fou un episodi de la Segona Croada. Consistí en diversos enfrontaments durant el mes d'octubre entre l'exèrcit croat comandat per Conrad III d'Alemanya i els turcs seljúcides comandats per Messud I, que culminà en la derrota dels croats el dia 25. També se l'anomena segona batalla de Dorilèon per distingir-la de la batalla que es va produir al mateix lloc durant la primera croada.

## Antecedents
Després de l'escalada de friccions que havia causat l'exèrcit de croats alemanys en territori de l'Imperi Romà d'Orient, en què fins i tot s'havia arribat a les armes, els croats van rebre ordre de traslladar-se de la rodalia de Constantinoble cap a les costes asiàtiques del Bòsfor. Els croats es desplaçaren cap a l'interior d'Anatòlia, refiant de trobar llocs on abastir-se de provisions i, des d'aquesta ruta tenien intenció d'arribar a Terra Santa.

## Batalla
Quan els croats travessaven la plana d'Anatòlia, penetraren en una àrea de districtes fronterers en disputa entre els romans d'Orient i els seljúcides. Mentre estigueren en terres sota suposat control romà d'Orient, els alemanys patiren constants atacs llampec dels seljúcides, els quals eren excel·lents en tàctiques d'atac sorpresa com aquestes. La infanteria croada, menys equipada i cansada de la caminada, foren els més vulnerables als atacs d'arquers a cavall, els quals caigueren ferits o morts. El territori per on passaven era força àrid i estèril; això dificultava la provisió d'aigua i aliment, cosa que els afeblí. Quan els alemanys portaven tres dies de marxa, passada Dorilèon, els comandaments ordenaren tornar enrere i reagrupar-se. Mentre iniciaven la retirada, el 25 d'octubre, els atacs seljúcides s'intensificaren i aconseguiren trencar les intencions dels croats. Els quals començaren a fugir desordenadament. Conrad fou un dels ferits per les fletxes durant aquesta retirada.

## Conseqüències
En arribar a terres sobre ferm control romà d'Orient els atacs seljúcides cessaren. La derrota dels croats es degué parcialment a la traïció dels romans d'Orient segons diu el cronista Guillem de Tir, que creu que els guies que portaven estaven en connivència amb els seljúcides. Tanmateix, no hi ha cap prova que demostri aquesta afirmació, ni s'explica què haguessin guanyat fent-ho.
Les pèrdues entre els croats alemanys són difícils de calcular, Guillem de Tir només diu que el que en quedava de les tropes es va perdre. Dels 113 homes de nom conegut en aquell exèrcit, en consten 22 morts en la croada, 42 en sobrevisqueren i de 49 no se'n sap. Tot això pel que fa als cavallers pertanyents a la noblesa, però no és del tot orientatiu, ja que eren els que tenien més probabilitats de sobreviure puix que anaven millor equipats i a cavall. Per altra banda, la idea que l'exèrcit alemany fos completament destruït en la rodalia de Dorilèon és insostenible, perquè se sap que més tard es van unir a l'exèrcit croat de Lluís VII de França, a Nicea, per seguir junts la ruta de la costa, a l'oest d'Anatòlia. Ambdós exèrcits tornaren a ser l'objectiu dels atacs seljúcides i llavors, Conrad i la seva elit abandonaren en vaixell des d'Efes cap a Constantinoble. Allà Conrad es reconcilià amb l'emperador Manuel I Comnè. La resta de l'exèrcit alemany, juntament amb els croats francesos, es traslladà a Antalya, on alguns dels quals s'embarcaren cap a Antioquia de l'Orontes. Dels que provaren de fer la ruta per terra cap a Antioquia no se'n sap si en van sobreviure. Manuel I proveí més tard de vaixells per traslladar Conrad i el seu seguici cap a Palestina. El següent pas de la Segona Croada seria prendre Damasc, fita que tampoc aconseguiren.